# 英勇勳章 (電影)
英勇勳章(Zona hostil)又譯敵對區域(Rescue Under Fire) 西班牙2017年戰爭片。

## 劇情
西方聯軍在阿富汗戰爭中西班牙分隊一次巡邏任務，因為路邊炸彈有人受傷，此時隊伍中剛好有孔帝將軍的兒子孔帝二世，其在軍中是一種歷練身份，依靠父親地位但是能力極差，犯錯後由中尉降為班長，他被交辦任務呼叫醫療直升機並開闢降落場，但卻犯下小錯選定了鬆軟的沙地。

不料一小錯誤引發連鎖反應，直升機降落時翻倒重損，多人輕傷整隊25人和5輛裝甲車被困荒野，好在老練女軍醫瓦雷拉與新兵護士在機上，為整個分隊提供醫療。
此時指揮部拉瓦帝將軍原本要求炸毀直升機後人員撤出，但被參謀提議阻止，因為墜機畫面會在網路流傳成為塔利班戰果，若是能將損傷直升機拆除旋翼放光汽油後，有可能利用CH-47重直升機吊回修復，不但節省了預算同時可以塑造成一個英勇傳奇戰果，於是將軍命令全隊人就地死守拆卸飛機，等待一天後CH-47和援軍。然而此時塔利班偵查兵已經回報他們，數百人的大軍正在前來包圍......。

## 外部連結
- Ficha de la película en la web del Ministerio de Educación, Cultura y Deporte （页面存档备份，存于）